# Liste des monuments nationaux de la Mauritanie
 (novembre 2020).
Si vous disposez d'ouvrages ou d'articles de référence ou si vous connaissez des sites web de qualité traitant du thème abordé ici, merci de compléter l'article en donnant les références utiles à sa vérifiabilité et en les liant à la section « Notes et références ».
Cette liste des monuments nationaux de la Mauritanie est une liste des monuments importants classés comme ayant une valeur culturelle ou historique en Mauritanie.

## Liste
| Identifiant monument | Site          | Monument                                   | Adresse | Date de classement | Décret | Coordonnées                         | Illustration                                             |                       |
| -------------------- | ------------- | ------------------------------------------ | ------- | ------------------ | ------ | ----------------------------------- | -------------------------------------------------------- | --------------------- |
| MR-HOCH - 001        | Oualata       | Ancienne mosquée                           |         |                    |        | 17° 18′ 01″ nord, 7° 01′ 28″ ouest  | Image manquante Téléverser                               | Télécharger une image |
| MR-HOCH - 002        | Timbedra      | Koumbi Saleh                               |         |                    |        | 15° 45′ 56″ nord, 7° 58′ 07″ ouest  | Image manquante Téléverser                               | Télécharger une image |
| MR-TRZ - 001         | Ebi Telemit   | Institut de Ebi Telemit                    |         |                    |        | à géolocaliser                      | Image manquante Téléverser                               | Télécharger une image |
| MR-TRZ - 002         | Rosso         | Traversier de Rosso                        |         |                    |        | 16° 30′ 31″ nord, 15° 48′ 42″ ouest | Traversier de Rosso                                      | Télécharger une image |
| MR-ADR - 001         | Atar          | Musée d'archéologie de Touezekt            |         |                    |        | à géolocaliser                      | Image manquante Téléverser                               | Télécharger une image |
| MR-ADR - 002         | Aïn Ehel Taya | Musée d'Amatil                             |         |                    |        | à géolocaliser                      | Image manquante Téléverser                               | Télécharger une image |
| MR-ADR - 003         | Chinguetti    | Ancienne mosquée de Chinguetti (en)        |         |                    |        | 20° 27′ 48″ nord, 12° 22′ 00″ ouest | Ancienne mosquée de Chinguetti (en), Mauritanie - UNESCO | Télécharger une image |
| MR-ADR - 004         | Chinguetti    | Bibliothèques de Chinguetti                |         |                    |        | à géolocaliser                      | Image manquante Téléverser                               | Télécharger une image |
| MR-ADR - 005         | Ouadane       | Ancienne mosquée de Ouadane                |         |                    |        | à géolocaliser                      | Image manquante Téléverser                               | Télécharger une image |
| MR-ADR - 006         | Ouadane       | Mur de la ville de Ouadane                 |         |                    |        | à géolocaliser                      | Image manquante Téléverser                               | Télécharger une image |
| MR-TGN - 001         | Tichitt       | Mosquée de Tichitt                         |         |                    |        | 18° 26′ 42″ nord, 9° 29′ 31″ ouest  | Image manquante Téléverser                               | Télécharger une image |
| MR-TGN - 002         | Nbeika        | Palais de Baraka                           |         |                    |        | à géolocaliser                      | Image manquante Téléverser                               | Télécharger une image |
| MR-NDB - 001         | Nouadhibou    | Port des pêcheurs                          |         |                    |        | à géolocaliser                      | Port des pêcheurs                                        | Télécharger une image |
| MR-NDB - 002         | Nouadhibou    | Chemin de fer de Mauritanie                |         |                    |        | à géolocaliser                      | Chemin de fer de Mauritanie                              | Télécharger une image |
| MR-NKTT - 001        | Nouakchott    | Carrefour Madrid                           |         |                    |        | 18° 04′ 45″ nord, 15° 57′ 55″ ouest | Image manquante Téléverser                               | Télécharger une image |
| MR-NKTT - 002        | Nouakchott    | Mosquée Ibn Abbas (en)                     |         |                    |        | 18° 05′ 03″ nord, 15° 58′ 44″ ouest | Mosquée Ibn Abbas (en)                                   | Télécharger une image |
| MR-NKTT - 003        | Nouakchott    | Mosquée Médina (Mosquée saoudienne) (en)   |         |                    |        | 18° 05′ 24″ nord, 15° 58′ 32″ ouest | Mosquée Médina (Mosquée saoudienne) (en)                 | Télécharger une image |
| MR-NKTT - 004        | Nouakchott    | Mosquée Hassan II (Mosquée marocaine) (en) |         |                    |        | 18° 04′ 38″ nord, 15° 58′ 53″ ouest | Mosquée Hassan II (Mosquée marocaine) (en)               | Télécharger une image |
| MR-NKTT - 005        | Nouakchott    | Bibliothèque nationale                     |         |                    |        | 18° 05′ 09″ nord, 15° 58′ 30″ ouest | Image manquante Téléverser                               | Télécharger une image |
| MR-NKTT - 006        | Nouakchott    | Musée national                             |         |                    |        | 18° 05′ 08″ nord, 15° 58′ 29″ ouest | Musée national                                           | Télécharger une image |
| MR-NKTT - 007        | Nouakchott    | Parc de la liberté                         |         |                    |        | 18° 05′ 24″ nord, 15° 58′ 18″ ouest | Image manquante Téléverser                               | Télécharger une image |
| MR-NKTT - 008        | Nouakchott    | Ancien marché de la capitale               |         |                    |        | à géolocaliser                      | Image manquante Téléverser                               | Télécharger une image |
| MR-NKTT - 009        | Nouakchott    | Marché de poissons (en)                    |         |                    |        | 18° 06′ 12″ nord, 16° 01′ 34″ ouest | Marché de poissons (en)                                  | Télécharger une image |
| MR-NKTT - 010        | Nouakchott    | Port de pêche artisanale                   |         |                    |        | à géolocaliser                      | Image manquante Téléverser                               | Télécharger une image |
| MR-NKTT - 011        | Nouakchott    | Ancien complexe universitaire - UNA        |         |                    |        | à géolocaliser                      | Image manquante Téléverser                               | Télécharger une image |
| MR-NKTT - 012        | Nouakchott    | Nouveau complexe universitaire - UNA       |         |                    |        | à géolocaliser                      | Image manquante Téléverser                               | Télécharger une image |
| MR-NKTT - 013        | Nouakchott    | Ancienne maison des jeunes                 |         |                    |        | 18° 04′ 57″ nord, 15° 58′ 23″ ouest | Image manquante Téléverser                               | Télécharger une image |
| MR-NKTT - 014        | Nouakchott    | Palais des congrès (en)                    |         |                    |        | 18° 06′ 37″ nord, 15° 59′ 07″ ouest | Image manquante Téléverser                               | Télécharger une image |
| MR-NKTT - 015        | Nouakchott    | Immeuble SNIM                              |         |                    |        | 18° 05′ 13″ nord, 15° 58′ 32″ ouest | Immeuble SNIM                                            | Télécharger une image |